# フロレンティーノ・ペレス
フロレンティーノ・ペレス・ロドリゲス（Florentino Pérez Rodríguez、1947年3月8日 - ）は、スペイン・マドリード出身の実業家。レアル・マドリードのソシオであり、会長かつ、スーパーリーグ初代会長を務めている。ACSの経営者であり、ドラガードス社との経営統合によりスペイン最大（ヨーロッパで第3位）の建設会社グループに作り上げた。

## レアル・マドリード会長
1994年、レアル・マドリードの会長選に初めて出馬するも、ラモン・メンドーサに敗れた。
2000年、借金の清算とルイス・フィーゴの獲得を公約に掲げてレアル・マドリードの会長選に再び立候補、当選した。ペレスは古くなった練習場の土地を地方自治体に売却することで借金を清算し、さらにライバルであるFCバルセロナからフィーゴの獲得にも成功。毎年1人ビッグネームを獲得することを宣言し、2001年にはジネディーヌ・ジダン、2002年にロナウド、2003年にデビッド・ベッカムを獲得（銀河系軍団）。そうすることで認知度が上がったレアル・マドリードは、シーズン終了後に世界中を巡って親善試合を行った。また、試合のみならず日本ではテレビ番組やイベント、CMなどにも出演した。
しかし、結果的にそのツアーによって収益は得たものの次シーズンへの準備期間が削られることとなり、コンディションが良くないままシーズンが始まることとなった。その他にも、選手間の給与格差や守備軽視などの問題も起こり、徐々にクラブはバランスを崩していった。2006年2月にUEFAチャンピオンズリーグ決勝トーナメント一回戦のアーセナルFC戦とリーガ・エスパニョーラにおけるRCDマジョルカ戦での連敗により2季連続の無冠が濃厚となったため、ペレスは責任を取る形で会長職を辞任した。
2009年、ラモン・カルデロンが会長職を辞した後、再び会長選挙に立候補した。ペレスの他にも3人の候補者が出ると見られていたが、結局候補者はペレス1人であったため再び会長に返り咲いた。前年多くのタイトルを獲得したバルセロナに対抗するべく、カカ、クリスティアーノ・ロナウド、シャビ・アロンソ、カリム・ベンゼマらビッグネームを再び獲得。この年補強に費やした金額は2億5000万ユーロにも上った。
2012年より、約20年ぶりとなるホームスタジアムのエスタディオ・サンティアゴ・ベルナベウの全面改装計画に着手。2019年より着工し、2023年12月に竣工。
優れた経営手腕でクラブに多額の利益をもたらし続け、クラブ施設の近代化を推し進める一方で、第一次政権時からその強権ぶりも知られており、数多くのタイトルを獲得しても自身に意に沿わない人物であったり、無冠であったりすると監督を解任、解任した監督は12年間で延べ8人に上っている。また選手の起用に関してのペレスの現場介入に関しては、後にマヌエル・ペレグリーニやラファエル・ベニテス、カルロ・アンチェロッティが批判するなど、功績と同時に批判も多い。
公私共にオリンピック・リヨンの会長である、ジャン＝ミシェル・オラスとは関係が良く、近年ではベンゼマを初めにリヨンからレアル・マドリーに移籍してくる選手や逆にリヨンへ放出される選手も少なくない。